# Grabkapelle Doerr und Reinhart

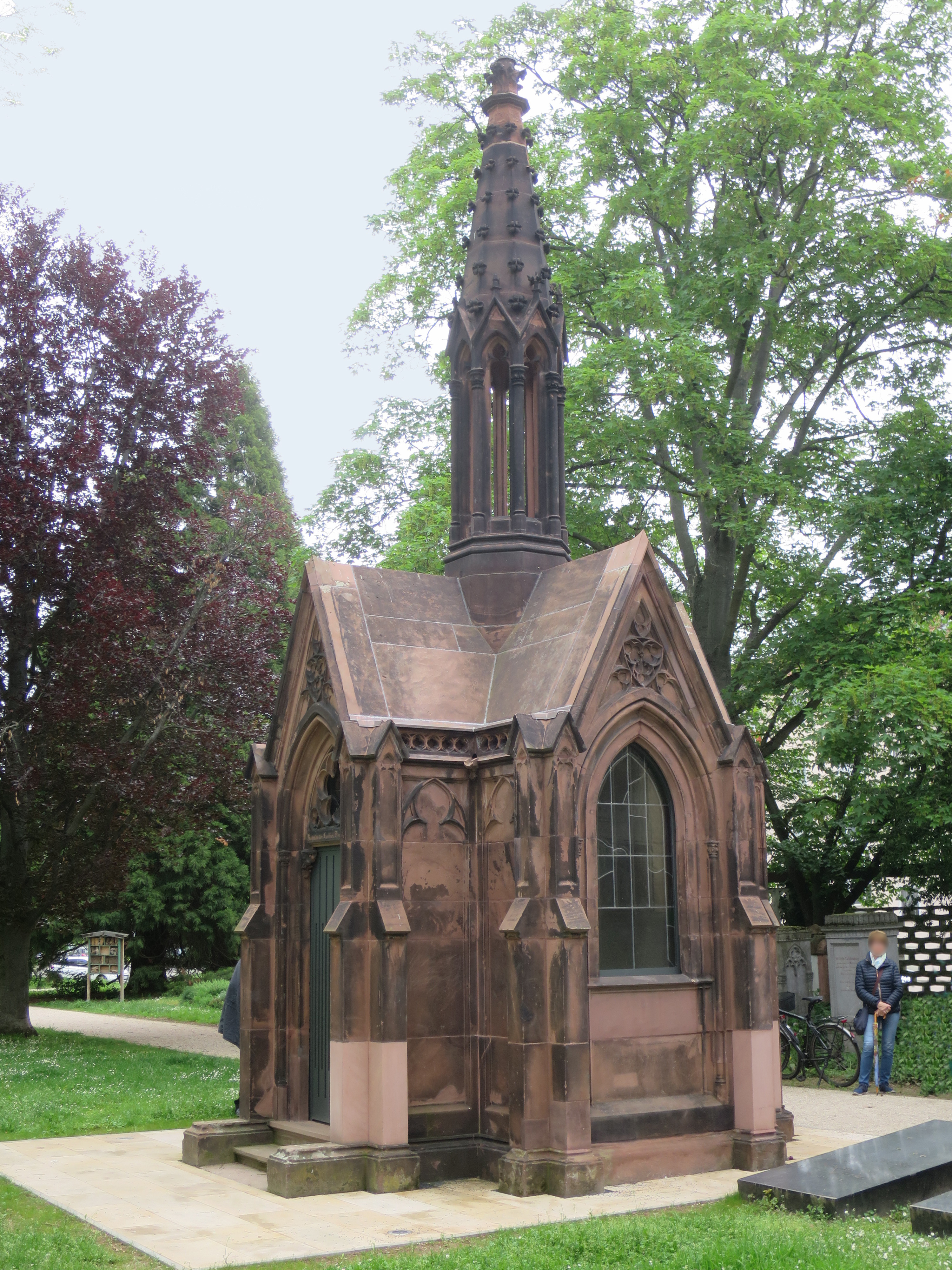
Grabkapelle Doerr und Reinhart

Die Grabkapelle Doerr und Reinhart ist eine neugotische Kapelle und Teil einer Familiengrabstätte im Albert-Schulte-Park in Worms, einem aufgelassenen Friedhof.

## Geschichte
Der „Alte Friedhof“ wurde 1840 von der Stadt Worms angelegt und ersetzte mehrere ältere Friedhöfe. Die Kapelle wurde 1861 von dem Familienverband Doerr und Reinhart, Lederfabrikanten in Worms, errichtet. Bereits 1878 wurde der Friedhof wieder geschlossen. Da sich die Parzelle mit der Kapelle und den Gräbern aber im Eigentum des Familienverbandes Doerr und Reinhart befand, konnten sie die Anlage weiter nutzen.
In den 1920er Jahren wurde der ehemalige Friedhof zu einem öffentlichen Park umgestaltet, wobei (Grab-)Denkmäler von besonderer Bedeutung erhalten blieben und in die Anlage integriert wurden. Dazu zählte auch die Grabkapelle Doerr und Reinhart.
Das Bauwerk ist heute ein Kulturdenkmal aufgrund des Denkmalschutzgesetzes des Landes Rheinland-Pfalz.
2021/22 wurde die Kapelle durch die Stadt Worms restauriert. Dabei wurden im Innern die Reste von Bemalung und Stuck gesichert, die beschädigten Glasscheiben und zerstörte oder beschädigte Steine modern ausgebessert, so dass die historische Substanz und die restaurierten Partien sich farblich etwas unterscheiden. Der Boden im Innern und außen wurde neu verlegt, neben die Kapelle eine Info-Tafel gestellt.

## Anlage

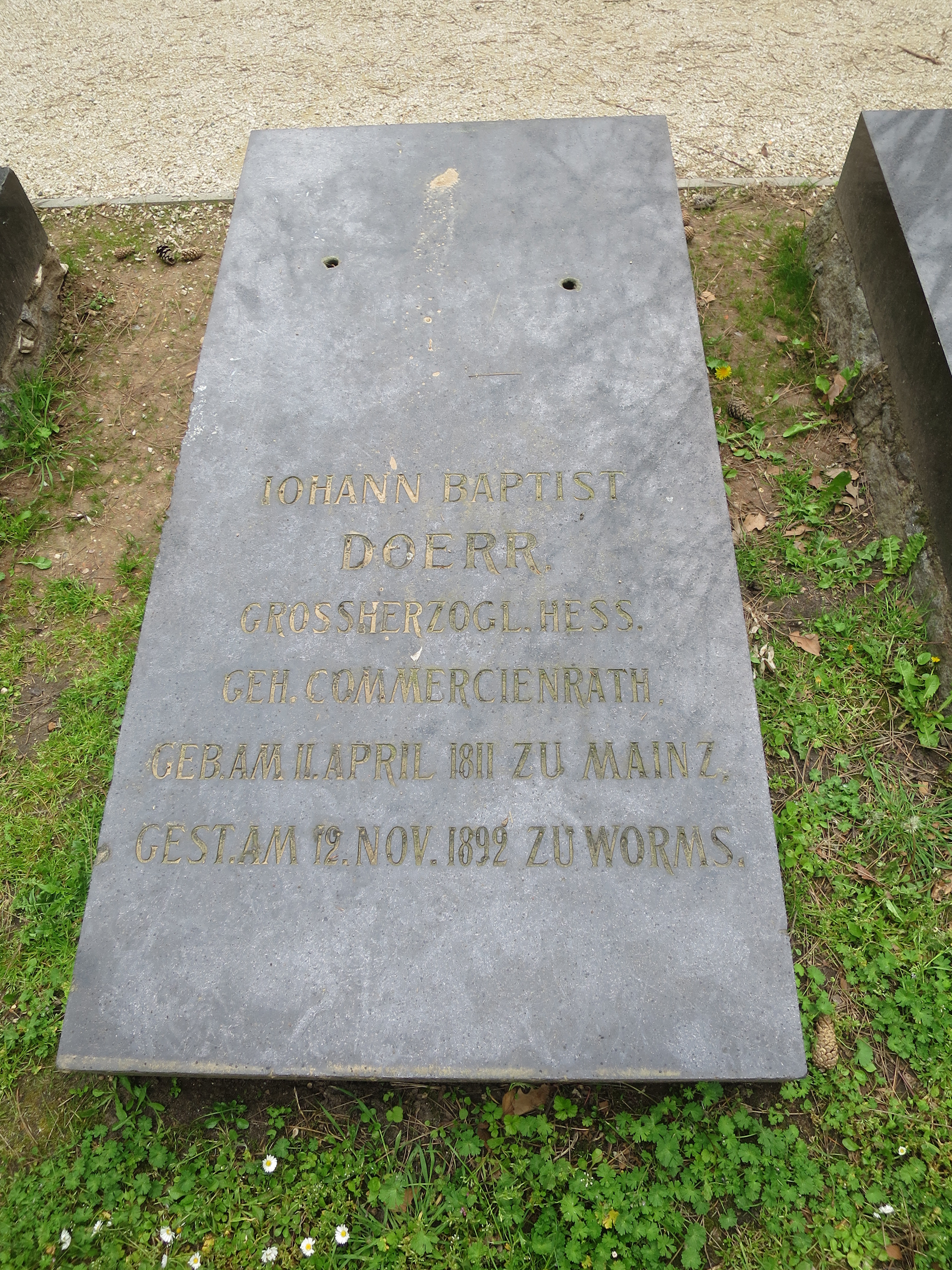
Grabstein von Johann Baptist Doerr neben der Kapelle

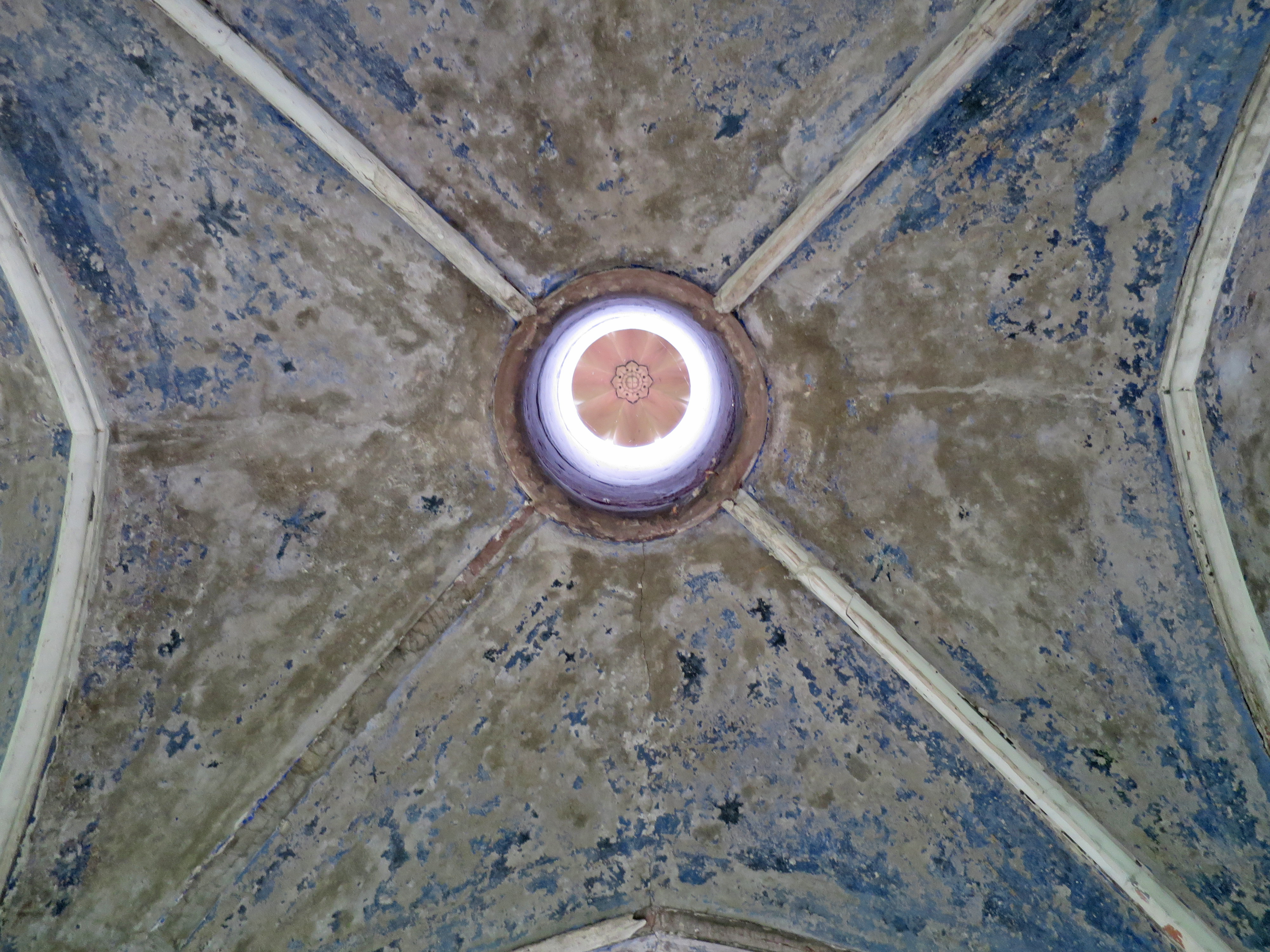
Gewölbe, Blick in den Turm

Die Kapelle ist ein Zentralbau aus rotem Buntsandstein auf dem Grundriss eines griechischen Kreuzes. Drei Seiten schließen mit je einem großen Maßwerkfenster, die westliche ist dem Eingang vorbehalten. Bekrönt wird das kleine Gebäude von einem Vierungstürmchen aus acht Säulen, die eine Laterne bilden. Den Innenraum deckt ein Gewölbe mit stuckierten Rippen, das in der Gewölbespitze eine runde Öffnung aufweist, die den Blick in das Vierungstürmchen ermöglicht. Der Innenraum war ausgemalt: In einer ersten Fassung in Blau mit goldenen Ornamenten und Sternen, später in einer helleren, schlichteren Art.
Architekt der Kapelle war mit hoher Wahrscheinlichkeit Wilhelm Usinger (1829–1907), der zunächst ab 1858 bei der Domrestaurierung unter Ignaz Opfermann mitwirkte. Ab 1862 betreute er auch Privatbauten in Worms. Von ihm stammt die 1873 errichtete Villa Bergkloster an der Promenade in Worms für den Unternehmer Nikolaus Andreas Reinhart, der auch an der Domrestaurierung beteiligt war. In der gleichen Zeit errichtete Johann Baptist Doerr auf einem Grundstück gegenüber seinem Palais in der Römerstraße einen neugotischen „Fremdenbau“, womit er ebenfalls Usinger beauftragte. Johann Baptist Doerr war seit 1853 mit Anna Maria Elisabeth Josephine Reinhart verheiratet, die Familien also verschwägert, woraus sich das gemeinsame Erbbegräbnis erklärt.
Im Gegensatz zu der in der Literatur auch benutzten Bezeichnung „Gruftkapelle“, befindet sich unter dem Gebäude weder eine Gruft noch ist dort jemand bestattet. Die Bestattungen fanden neben der Kapelle statt. Einige zugehörige Grabstätten sind erhalten und tragen je eine eigene Steinplatte.